# Доње Вишњевице
Доње Вишњевице су насељено место у Босни и Херцеговини у општини Коњиц у Херцеговачко-неретванском кантону које административно припада Федерацији Босне и Херцеговине. Према попису становништва из 1991. у насељу је живјело 228 становника.

## Становништво
По последњем службеном попису становништва из 1991. године, у насељу Доње Вишњевице живело је 228 становника. Већина становништна су били Муслимани.
| Националност | 1991.        | 1981. | 1971. |
| Муслимани    | 155 (67,98%) |       |       |
| Хрвати       | 73 (32,02%)  |       |       |
| Укупно       | 228          |       |       |